# دورة الكربون في الغلاف الجوي

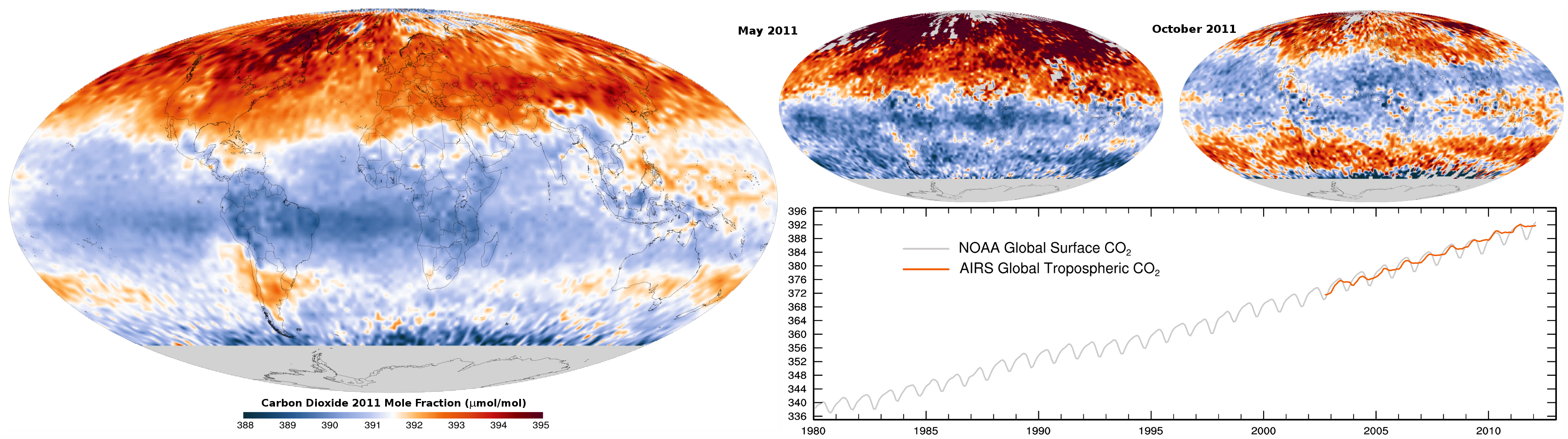
الكسر المولي لثاني أكسيد الكربون في التروبوسفير في 2011

تمثل دورة الكربون في الغلاف الجوي عملية تبادل مركبات الكربون الغازية، وبشكل أساسي ثاني أكسيد الكربون (CO2)، بين الغلاف الجوي للأرض والمحيطات والغلاف الحيوي الأرضي. إنها أحد المكونات الأسرع في دورة الكربون الإجمالية للكوكب، إذ تدعم تبادل أكثر من 200 مليار طن من الكربون (أي جيجا طن كربون أو جي تي سي) داخل وخارج الغلاف الجوي على مدار كل عام. تظل تركيزات ثاني أكسيد الكربون في الغلاف الجوي مستقرة على مدى فترات زمنية أطول فقط عندما يكون هناك توازن بين هذين التدفقات، الميثان (CH4) وأحادي أكسيد الكربون (CO) وهناك مركبات أخرى من صنع الإنسان موجودة بتركيزات أقل وهي أيضًا جزء من دورة الكربون في الغلاف الجوي.
أدت الأنشطة البشرية، في المقام الأول استخراج وحرق الكربون الأحفوري من الغلاف الصخري للأرض بدءًا من الثورة الصناعية، إلى الإخلال بالتوازن السابق لدورة الكربون في الغلاف الجوي وكانت مسؤولة في الغالب عن النمو السريع المستمر في تركيزات ثاني أكسيد الكربون والميثان. اعتبارًا من عام 2019، ارتفعت الانبعاثات السنوية إلى 10 جيجا طن من الكربون (جي تي سي) كل عام، بإجمالي تراكمي يبلغ 450 جي تي سي في الدورة. تمتص المصارف الأرضية والمحيطية حتى الآن نصف الكربون المضاف، ويظل النصف الآخر في الغلاف الجوي بشكل أساسي على شكل ثاني أكسيد الكربون. بافتراض استمرار الانبعاثات بنفس معدل النمو، فإن تركيز ثاني أكسيد الكربون في طريقه إلى التضاعف مرتين على الأقل بحلول النصف الأخير من هذا القرن.
تؤثر دورة الكربون في الغلاف الجوي أيضًا بقوة على توازن طاقة الأرض من خلال تأثير الاحتباس الحراري، وتؤثر على حموضة أو قلوية المياه السطحية للكوكب والتربة. على الرغم من أن الكربون يشكل أقل من 0.05% من جميع غازات الغلاف الجوي من الكسر المولي، تسبب الارتفاع الأخير في تركيزات الكربون في حدوث تسخين عالمي كبير وتحمض المحيطات. من المتوقع عمومًا أن تتسارع هذه التأثيرات أكثر حتى يثبت صافي الانبعاثات وتنخفض نسبتها.

## الغازات وثيقة الصلة
يعد الغلاف الجوي أحد خزانات الكربون الرئيسية للأرض ويحتوي على نحو 720 جيجا طن من الكربون اعتبارًا من عام 2000. زاد تركيز غازات الاحتباس الحراري التي تتكون في الغالب من الكربون بشكل كبير منذ بداية العصر الصناعي. هذا يجعل فهم مكون الكربون في الغلاف الجوي في غاية الأهمية. إذ إن الغازين الرئيسيين لظاهرة الاحتباس الحراري هما الميثان وثاني أكسيد الكربون.

### الميثان
الميثان (CH4) هو أحد أكثر غازات الدفيئة فاعلية وينتج بشكل أساسي عن عملية الهضم أو تحلل الكائنات الحية. يُعتبر ثاني أهم غازات الاحتباس الحراري، مع ذلك فإن دورة الميثان في الغلاف الجوي حاليًا غير مفهومة بشكل جيد. تختلف كمية الميثان التي تُنتج وتُمتص سنويًا بشكل كبير.
يمكن العثور على مخازن كبيرة من الميثان على شكل جليد الميثان تحت التربة الصقيعية وعلى الأرفف القارية. ينتج الميثان الإضافي عن طريق التحلل اللاهوائي للمواد العضوية ويُنتج في المسالك الهضمية للكائنات الحية وفي التربة وغيرها. يشكل إنتاج الميثان الطبيعي ما بين %20 و30% من مصادر الميثان العالمية.
يُنتج الميثان البشري المنشأ بطرق مختلفة، مثلًا عن طريق تربية الماشية أو من خلال تعفن القمامة في مكبات القمامة. كما يُنتج عن طريق العديد من المصادر الصناعية، بما في ذلك التعدين وتوزيع الوقود الأحفوري. يأتي أكثر من 70% من غاز الميثان في الغلاف الجوي من مصادر حيوية. ارتفعت مستويات الميثان تدريجيًا منذ بداية العصر الصناعي، من 700 جزء في المليار في 1750 إلى 1775 جزء في المليار في 2005.
يمكن إزالة الميثان من الغلاف الجوي من خلال تفاعل الجذور الحرة للهيدروكسيل المنتجة ضوئيًا. يمكنه أيضًا مغادرة الغلاف الجوي بدخوله طبقة الستراتوسفير، حيث يتم تدميره، أو عن طريق امتصاصه في أحواض التربة. نظرًا لأن الميثان يتفاعل بسرعة إلى حد ما مع المركبات الأخرى، فإنه لا يبقى في الغلاف الجوي طالما هناك العديد من الغازات الدفيئة الأخرى، مثلًا ثاني أكسيد الكربون. يبقى الميثان في الغلاف الجوي لنحو ثماني سنوات. هذا يحافظ على تركيز منخفض للميثان في الغلاف الجوي وهذا هو السبب دوره الثانوي حاليًا في تأثير الاحتباس الحراري مقارنةً بثاني أكسيد الكربون، على الرغم من حقيقة أنه ينتج تأثيرًا احتباسيًا أقوى بكثير لكل وحدة حجم.

### ثاني أكسيد الكربون
يؤثر ثاني أكسيد الكربون (CO2) بدرجة كبيرة في الاحترار العالمي من خلال تأثير الاحتباس الحراري. على الرغم من أن جزيئات ثاني أكسيد الكربون الفردية تتمتع بزمن مكوث قصير في الغلاف الجوي، تستغرق مستويات ثاني أكسيد الكربون فترة طويلة للانخفاض بعد الارتفاعات المفاجئة، سبب الانفجارات البركانية أو الأنشطة البشرية مثلًا ومن بين العديد من الغازات الدفيئة طويلة الأمد، فإن ثاني أكسيد الكربون هو الأكثر أهمية لأنه يشكل الجزء الأكبر من الغلاف الجوي. منذ الثورة الصناعية، ارتفع تركيز ثاني أكسيد الكربون في الغلاف الجوي من نحو 280 جزء في المليون إلى نحو من 400 جزء في المليون. على الرغم من أن كمية ثاني أكسيد الكربون التي بُعثت في الغلاف الجوي لا تشكل سوى جزء صغير من دورة الكربون العالمية، فإن زمن مكوث ثاني أكسيد الكربون الطويل يجعل هذه الانبعاثات مهمةً في دورة الكربون الكلية. يقوي ارتفاع تركيز ثاني أكسيد الكربون من تأثير الاحتباس الحراري، ما يسبب تغيرات في المناخ العالمي. من ضمن الكميات المتزايدة من ثاني أكسيد الكربون التي تُبعث إلى الغلاف الجوي كل عام، يُنتج نحو 80% منها من حرق الوقود الأحفوري وإنتاج الأسمنت. أما نسبة الـ 20% المتبقية فتأتي من تحويل الأراضي وإزالة الغابات. نظرًا لأن ثاني أكسيد الكربون الغازي لا يتفاعل بسرعة مع المواد الكيميائية الأخرى، فإن العمليات الرئيسية التي تغير محتوى ثاني أكسيد الكربون في الغلاف الجوي تشمل تبادل ثاني أكسيد الكربون مع مكامن الكربون الأخرى على الأرض.